# Osphranter bernardus
Osphranter bernardus là một loài động vật có vú trong họ Macropodidae, bộ Hai răng cửa. Loài này được W. Rothschild mô tả năm 1904.

## Hình ảnh

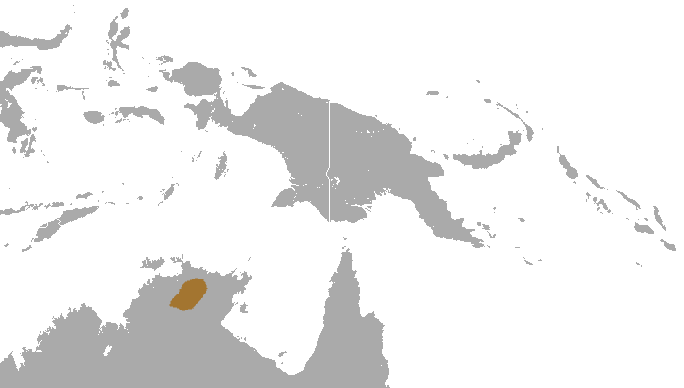
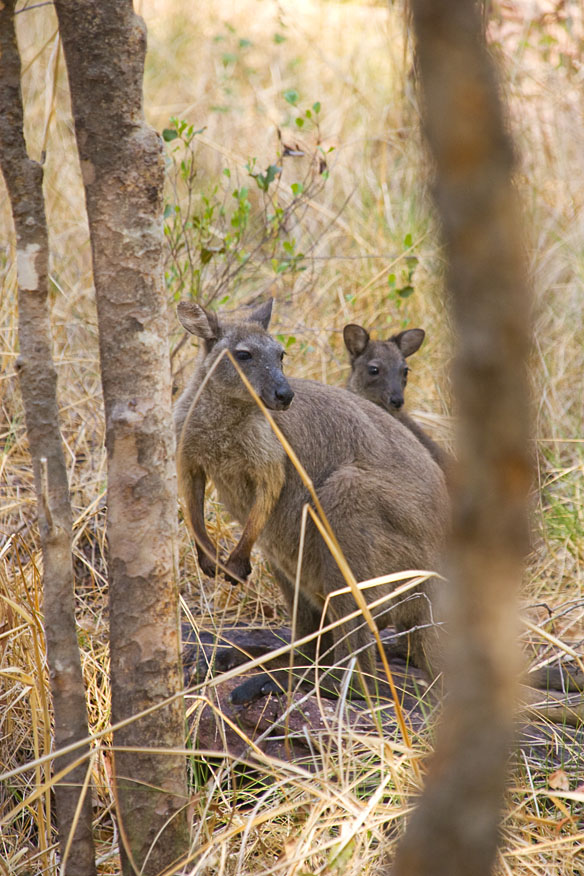